# Milton Batiste
Milton Batiste (* 5. September 1934 in New Orleans; † 29. März 2001 ebendort) war ein amerikanischer Jazzmusiker (Trompete, Flügelhorn, Gesang, Tamburin) und Bandleader.

## Leben
Batiste gehörte zu der Musikerfamilie Batiste aus New Orleans; Russell und Harold Battiste sind seine Brüder. Begeistert von den Blaskapellen, die zu Beerdigungen in der Gemeinde aufmarschierten, und von Louis Jordans Blues-Nummern, die er aus einer benachbarten Bar hörte, begann er in der Highschool Trompete zu lernen.
Nachdem er eine lokale Band gegründet hatte, trat Batiste den Shuffling Hungarians bei, der Begleitband des Blues-Pianisten Professor Longhair. Dann spielte er Rhythm & Blues mit Eddie Bo, Clarence „Frogman“ Henry, Little Richard, Smiley Lewis und Big Joe Turner. Weiterhin nahm er mit Champion Jack Dupree und später mit Guitar Slim Jr. auf.
1963 wurde Batiste Mitglied der von Harold Dejan geleiteten Olympia Brass Band, in der er bald zum Manager aufstieg, bevor er die Band übernahm. Zur Nachwuchsförderung gründete er zudem die Young Olympians, in der musikalische Kompetenzen an jüngere Musiker vermittelt wurden. Mit einer kleineren Formation spielte er regelmäßig in der Preservation Hall und ging auch als Solist auf Tournee.
Batiste gründete Dubat Records, um neue Bands aufzunehmen. Außerdem dokumentierte er unter dem Titel New Orleans Jazz Funerals from the Inside mit der Olympia Brass Band die Musik eines Jazz Funeral. Als Häuptling der Karnevalsvereinigung Flaming Arrows nahm er auf Here Come the Indians Now die Musik des Mardi Gras auf. Er produzierte weitere Alben wie Best of Bourbon Street Jazz, Gospel Soul Children, Milton Batiste with the Rue Conti Jazz Band, Embraceable Melodies und Milton Batiste and La Vida Jazz. In seinem letzten Lebensjahr schränkten Diabetes und Herzprobleme seine Auftritte ein.